# Häuser in Argenteuil
Häuser in Argenteuil (französisch Maisons d’Argenteuil) ist ein 1873 entstandenes Gemälde des französischen Malers Claude Monet. Das in Öl auf Leinwand gemalte Bild hat eine Höhe von 54 cm und eine Breite von 73 cm. Zu sehen ist eine im Stil des Impressionismus gemalte sommerliche Landschaft am Rand von Argenteuil, einem Vorort von Paris. Das Gemälde gehört zur Sammlung der Nationalgalerie in Berlin.

## Bildbeschreibung
Das Gemälde Häuser in Argenteuil ist in drei Ebenen gegliedert. Eine blühende Wiese nimmt das untere Drittel des Bildes ein, in der Mitte reihen sich vom linken zum rechten Rand die namensgebenden Häuser, den oberen Abschluss bildet der bewölkte Himmel. Die drei Bildbereiche wurden von Monet sehr unterschiedlich ausgeführt. Er zeigt im Vordergrund die mit kleinen Farbtupfen gemalte hellgrüne Wiese, in der zahlreiche gelbe Blüten und einige roten Mohnblumen leuchten. Im „atmosphärischen Glanz“ der Wiese findet sich unten rechts auch die Signatur „Claude Monet“. Im Gegensatz zur Wiese ist die Malerei im Bereich der Häuser mit klarer Linienführung umrissen. Links und in der Mitte stehen zwei kleine, nahezu baugleiche Häuser. Der Blick geht frontal auf ihre graublauen Fassaden; ein weißes Gesims trennt jeweils Erd- und Dachgeschoss. Weiß sind ebenfalls die Einfassungen der Türen und Fenster, die als schwarze rechteckige Flächen erscheinen. Seitlich werden die Giebel von den scharlachroten Ziegeln der Satteldächer begrenzt. Ein weiteres Haus in ähnlicher Ausführung wird vom linken Bildrand angeschnitten. Auf der rechten Seite steht ein größeres weißes Haus, das die anderen Häuser um ein Stockwerk überragt. In den beiden unteren Etagen kontrastieren die schwarzen Flächen der Fenster mit der weißen Wandfarbe, im mit hellroten Ziegeln gedeckten Dachgeschoss gibt es zwei Gaubenfenster. Alle Hausdächer sind mit schmalen Schornsteinen versehen. Rechts am Gebäude schließt sich ein kleiner Schuppen an.
Zwischen dem Gebäude in der Mitte und dem weißen Haus rechts ragt in einiger Entfernung der Kirchturm der Basilika Saint-Denys in den Himmel. Vor und hinter der Häuserreihe sind verschiedene Bäume zu sehen. Während im Hintergrund hochgewachsene Bäume mit dichtem dunklen Blattwerk stehen, finden sich im Vordergrund am Ende der Wiese junge Setzlinge mit dünnen Stämmen und erkennbaren einzelnen Blättern. Zwischen diesen frisch gepflanzten Bäumen und den Häusern sind kleine Hausgärten als braune und grüne Flächen angedeutet. Bei genauer Betrachtung finden sich hier zwei Personen in einem zunächst menschenleer wirkenden Bild. Monet hat sie am rechten Bildrand mit wenigen Pinselstrichen skizziert, während sie in gebückter Form der Gartenarbeit nachgehen. Der „wundervoll bewegte Himmel“ wurde von Monet mit virtuosem Pinselstrich und grobem Farbauftrag auf die Leinwand gebracht. Von hellen Partien in Blau auf der linken Seite bis zu eher grauen Bereichen auf der rechten Seite reichen die farblichen Nuancen. Die vom Wind verwehten Wolken geben dem Himmel ein lebendiges Moment, die Lichtführung unterstreicht das dramatische Geschehen in diesem ansonsten eher ruhigen Landschaftsbild.

## Monet in Argenteuil
Claude Monet war 1870 mit seiner Familie vor dem Deutsch-Französischen Krieg nach London geflohen. Anschließend zog er im Juni 1871 für einige Monate in die Niederlande, bevor er im November des Jahres nach Paris zurückkehrte. Ende 1871 ließ er sich in Argenteuil nieder und mietete ein Haus unweit des Bahnhofs in der Rue Pierre Guienne Nr. 2. Das Leben war hier im Vorort preiswerter als in der nahen Hauptstadt und Monet fand am Ufer der Seine ausreichend Motive für seine Bilder. Argenteuil galt als ein Zentrum des Wassersports, das die Menschen aus Paris zum Segeln oder Rudern anzog. Entsprechende Freizeitaktivitäten tauchen wiederholt in Monets Bildern auf. Der Ort selbst ist hingegen nur vereinzelt Thema seiner Bilder. Zu Beginn seines Aufenthaltes in Argenteuil schuf er 1872 die Ansicht Der Boulevard Héloise in Argenteuil (Yale University Art Gallery, New Haven), in der er eine breite Ausfallstraße mit skizzenhaften Fußgängern und einem Fuhrwerk zeigt. Sehr viel intimer ist die Beschreibung der häuslichen Umgebung in Monets Garten in Argenteuil (Dahlien) (National Gallery of Art, Washington D.C.) von 1873. Im Bild steht die üppige Blumenpracht im Vordergrund, ein Liebespaar ist in den Hintergrund am Ende des Gartens gerückt. Nur das Haus auf dem Nachbargrundstück gibt hier einen Bezugspunkt zum Ort Argenteuil. Im 1874 geschaffenen Landschaftsbild Die Seine bei Argenteuil (Kunstmuseum Bern) ist der Ort als Panorama weit in den Hintergrund gerückt. Während im Vordergrund das Schilfrohr, dahinter die Seine und über allem der Himmel große Teile des Bildes einnehmen, ist die Silhouette von Häusern, Kirche und einigen rauchenden Fabrikschornsteinen als Teil der Horizontlinie zurückgetreten. Auch in der 1875 gemalten Winterlandschaft Blick auf Argenteuil im Schnee (Nelson-Atkins Museum of Art, Kansas City (Missouri)) ist der Ort Argenteuil nicht das eigentlich Bildthema. Die in der Ansicht gezeigten Häuser am Rand von Argenteuil sind mit ihren schneebedeckten Dächern Teil eines winterlichen Stimmungsbildes und nicht die vedutenhafte Beschreibung eines Ortes. Hierin ähnelt die Darstellung dem Motiv im Gemälde Häuser in Argenteuil, wobei sich die Bilder natürlich in der Jahreszeit unterscheiden.

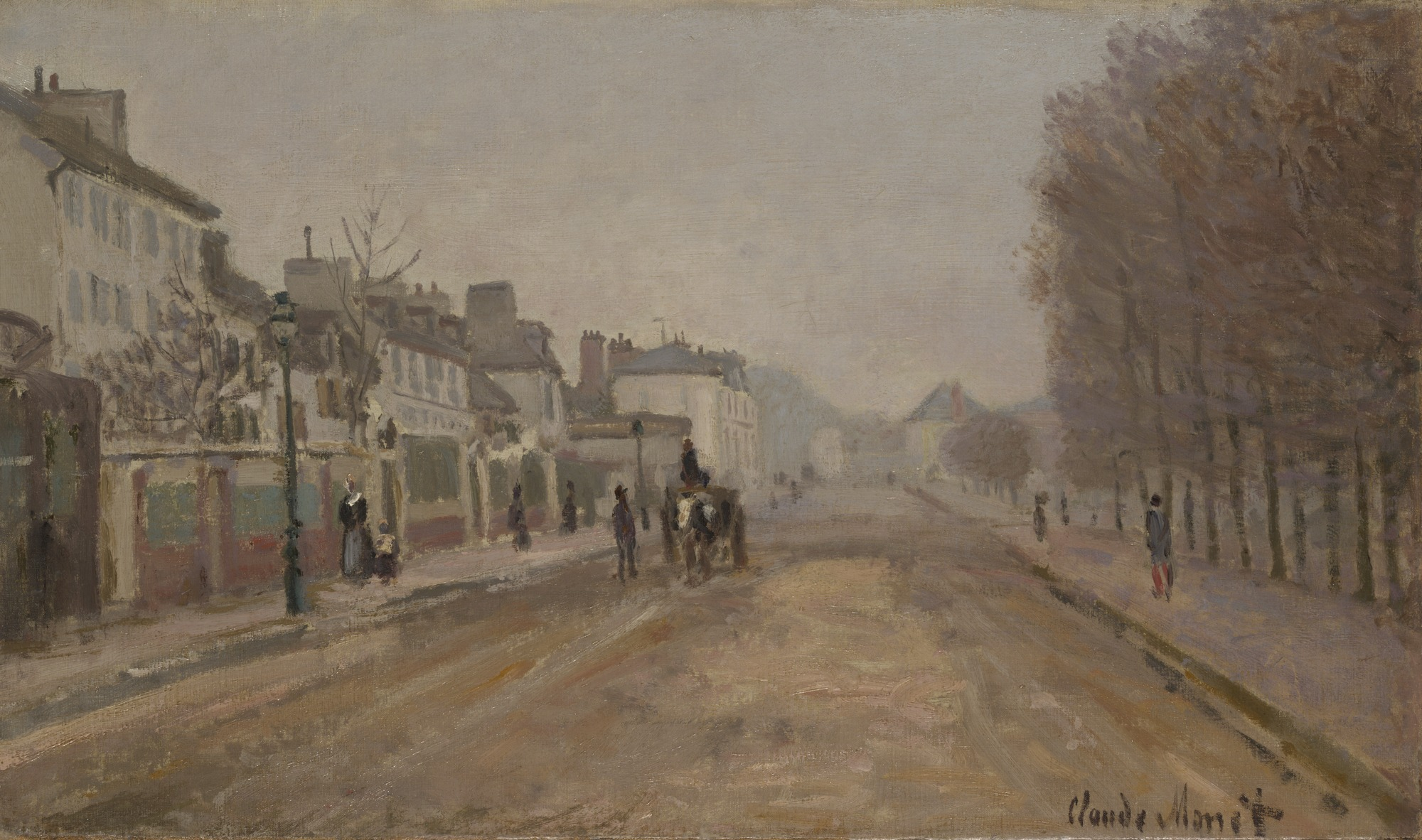
Claude Monet: Der Boulevard Héloise in Argenteuil, 1872
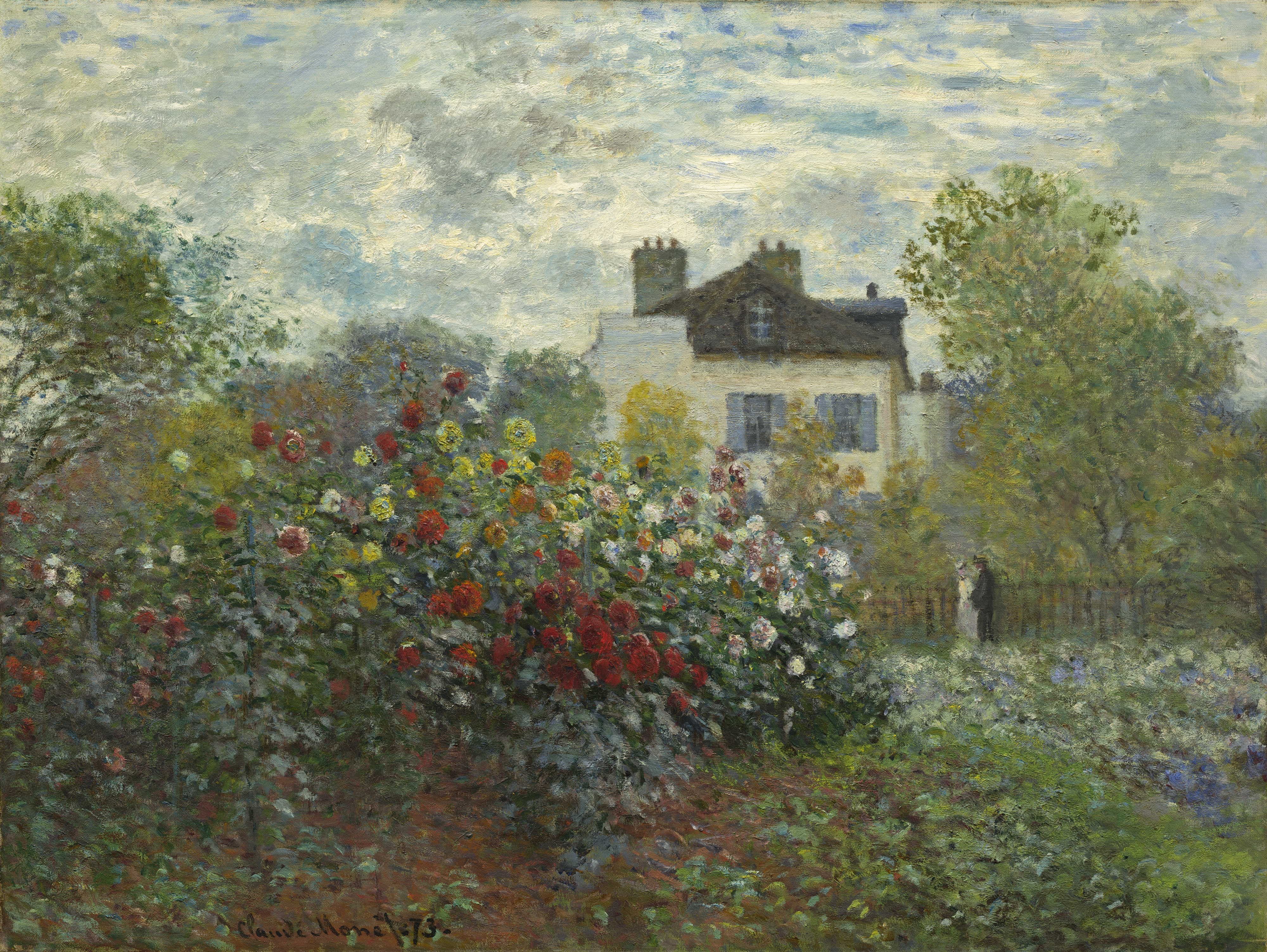
Claude Monet: Monets Garten in Argenteuil (Dahlien), 1873
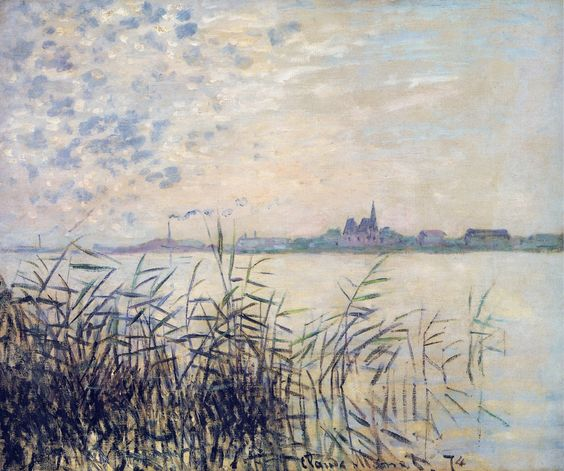
Claude Monet: Die Seine bei Argenteuil, 1874
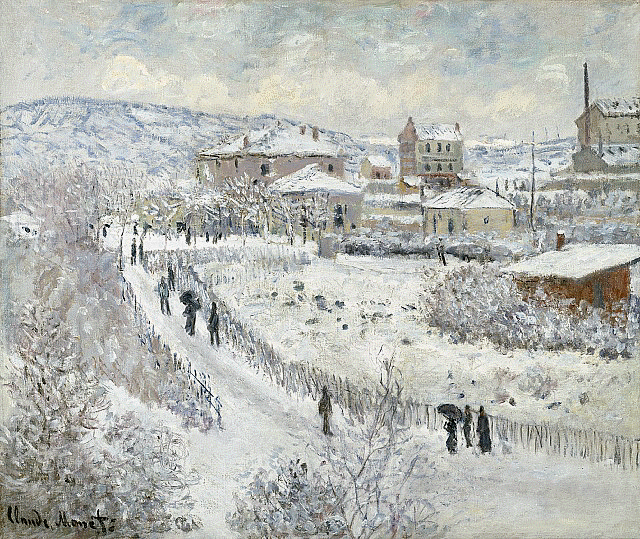
Claude Monet: Blick auf Argenteuil im Schnee, 1875

Die von Monet im Bild Häuser in Argenteuil gemalten Gebäude waren erst kurze Zeit zuvor am westlichen Rand des Ortes errichtet worden. Die jungen Bäume geben darauf einen Hinweis, während nahe der Kirche im Hintergrund ein alter Baumbestand auf den historischen Ortskern verweist. Die Neubauten spiegeln zudem die rasante Entwicklung des Vorortes wieder, der seit 1851 nach dem Anschluss Argenteuils an die Eisenbahn einsetzte. Die mit bescheidenen Mitteln erbauten kleineren Häuser im Bild waren möglicherweise für Menschen aus Paris errichtet worden, die hier auf dem Land ihre Freizeit verbringen wollten. Diese Sehnsucht nach dem Landleben hatte nicht zuletzt auch Monet nach Argenteuil gebracht. Der Wunsch, das Großstadtleben hinter sich zu lassen, wurde wiederholt von zeitgenössischen Karikaturisten und Schriftstellern aufgegriffen. Bekanntes Beispiel hierfür ist der satirische Roman Bouvard und Pécuchet von Gustave Flaubert.

## Rezeption
Der Berliner Museumsdirektor Hugo von Tschudi merkte 1898 an, Monet gelänge es mit diesem Gemälde „ein scheinbar reizloses Motiv durch die Lebendigkeit der Behandlung, die Feinheit der Farbenstimmungen, den Zauber der Luftwiedergabe künstlerisch zu gestalten.“ Mehr als eine Dekade später komprimierte der Kunstkritiker Karl Scheffler diese Aussage: „Das Motiv ist fast banal; doch wird es geadelt durch die Art der Darstellung.“ Weiter führte er aus: „Man denkt gar nicht mehr an Ölfarbe, man riecht gewissermaßen die Natur“. Der Kunsthistoriker Paul Hayes Tucker verglich im Jahr 2000 Monets Bild Häuser in Argenteuil mit Landschaftsgemälden des niederländischen Barock. Er sah in Monets Argenteuil-Ansicht eine moderne Vision von Gemälden wie Die Bleichen bei Haarlem von Jacob van Ruisdael (Kunsthaus Zürich) oder Ansicht von Delft von Jan Vermeer (Mauritshuis, Den Haag).

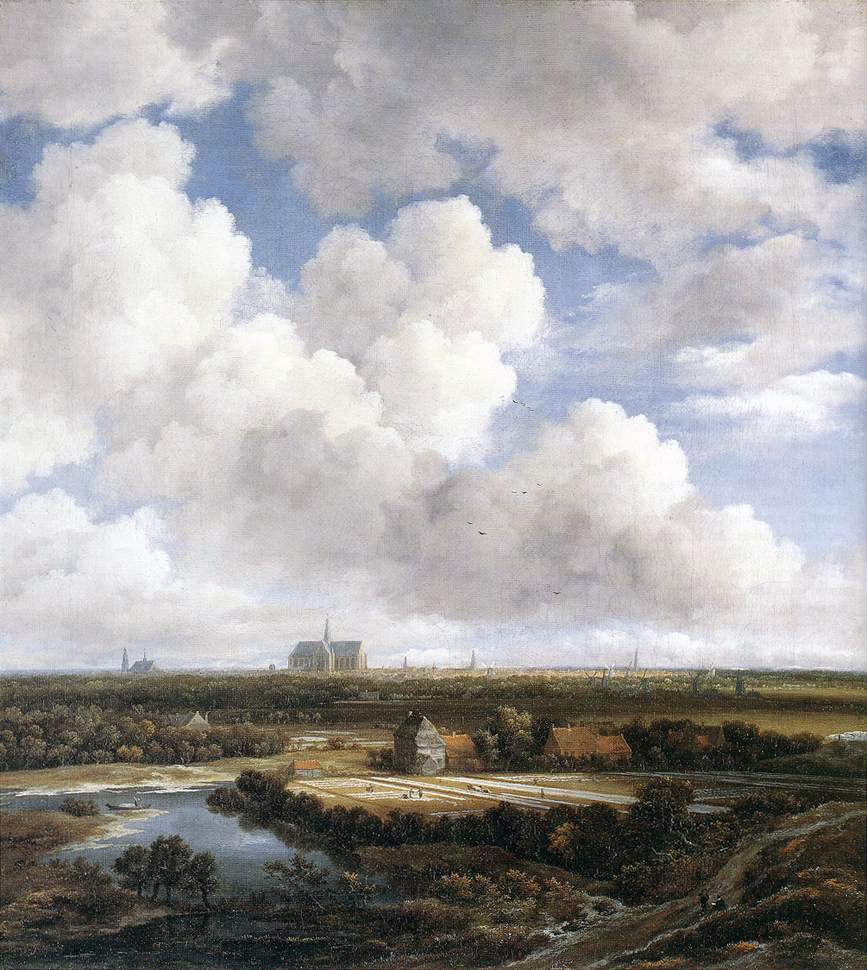
Jacob van Ruisdael: Die Bleichen bei Haarlem, um 1665
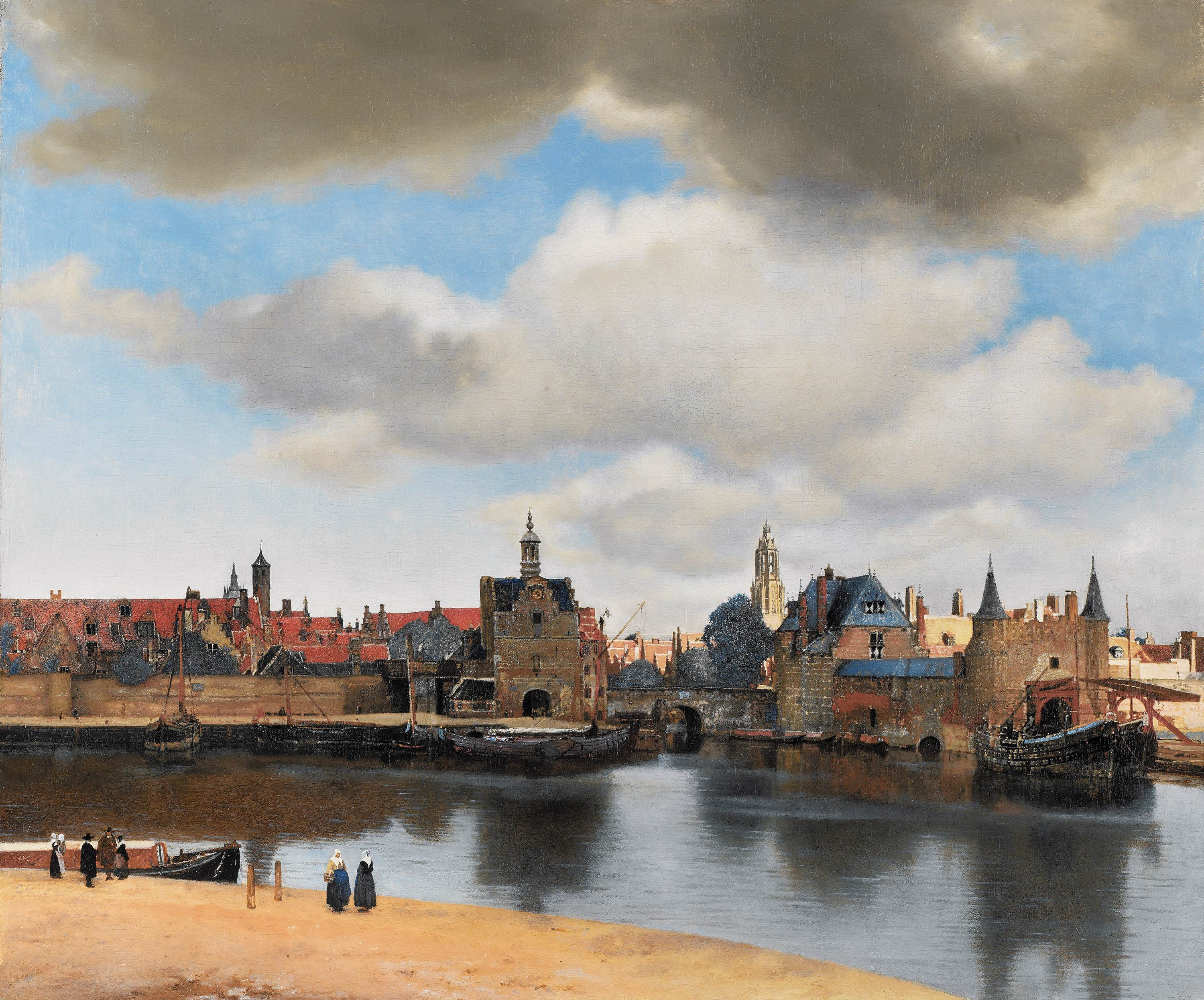
Jan Vermeer: Ansicht von Delft, um 1660–1661

## Provenienz
Claude Monet verkaufte das Gemälde Häuser in Argenteuil vor 1880 an den Kunsthändler Paul Durand-Ruel, in dessen Bestand es rund zwei Jahrzehnte verblieb. Er lieh das Bild 1897 zur Internationalen Kunstausstellung in Dresden aus, wo es der Berliner Museumsdirektor Hugo von Tschudi sah. Tschudi erkundigte sich im Oktober 1897 bei Durand-Ruel nach dem Preis des Bildes, zu einem Ankauf kam es zunächst jedoch nicht. Möglicherweise sah Tschudi das Bild erneut, als es im Frühjahr 1898 in der Jubiläums-Kunstausstellung 1898 in Wien ausgestellt war. Am 19. Dezember 1898 erwarb er das Bild schließlich bei Durand-Ruel für die Nationalgalerie in Berlin. Den Kaufpreis von 5.500 Francs übernahm die Stifterin Henriette Mankiewicz. Die Kunsthistorikerin Babette Warncke führte Tschudis zögerlichen Ankauf von Monets Gemälde auf „immer stärker werdenden Anfeindungen gegen seine Ankaufspolitik“ zurück. Das Bild Häuser in Argenteuil stand 1899 auf einer Liste mit anderen Kunstwerken, unter anderen von Hans von Marées und Paul Signac, die Tschudi zur Genehmigung Kultusministers Robert Bosse vorlegte. Der Wert für Monets Gemälde war mit etwa 3.000 Mark angegeben, ein Betrag, der nicht die persönliche Genehmigung durch Kaiser Wilhelm II. benötigte.